# Błękitny potok

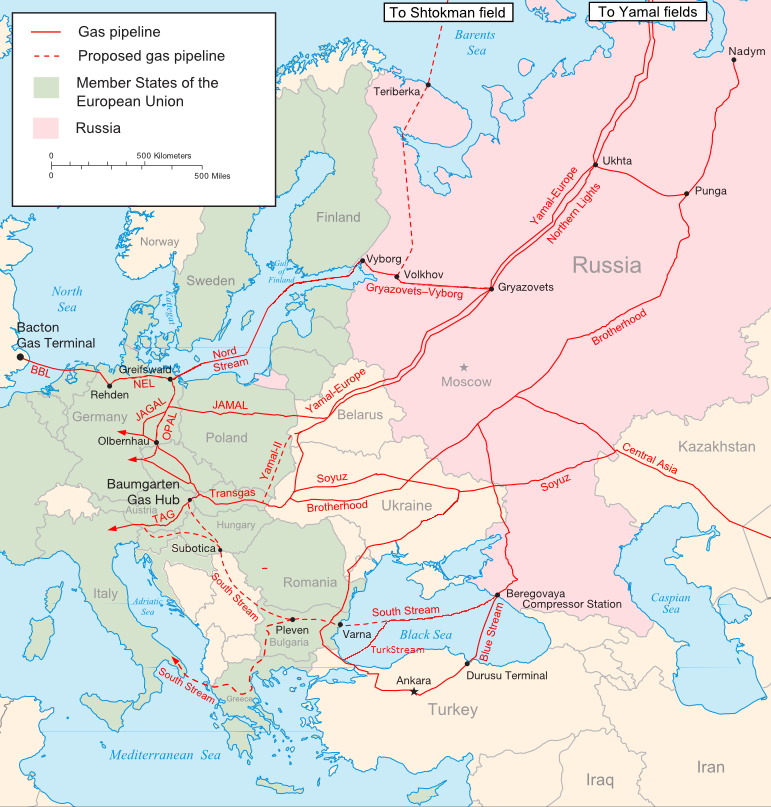
Istniejące i planowane rurociągi gazowe

Błękitny potok (ros. Голубой поток, ang. Blue Stream) – gazociąg biegnący po dnie Morza Czarnego, którym jest dostarczany gaz ziemny z Rosji do Turcji. Utworzony został przez spółkę joint venture rosyjskiego Gazpromu oraz włoskiej spółki Eni.
W 2009 rozważano budowę drugiej nitki gazociągu.